# 收容教养
收容教养是中华人民共和国执法机关在1960年至2021年间实施的对未满16周岁违法犯罪的未成年人的一种行政处罚。

## 历史
1960年最高人民法院、最高人民检察院、公安部《关于对少年儿童一般犯罪不予逮捕判刑的联合通知》提出：“今后少年儿童除犯罪情节严重的反革命犯、凶杀、放火犯和重大的惯窃犯以及有些年龄较大，犯有强奸幼女罪，情节严重，民愤很大的应予判刑外，对一般少年儿童违法犯罪的，不予逮捕判刑，采取收容教养的办法进行改造。”一般认为中华人民共和国具有现代意义的收容教养制度是1960年正式创立的，这时收容教养经常与劳动教养和收容遣送混用。
1979年《中华人民共和国刑法》第一次从法律上确立了收容教养制度，第17条第4款规定：“因不满十六岁不予处罚的，责令他的家长或者监护人加以管教；在必要的时候，也可以由政府收容教养。”但是该条对于收容教养的适用对象、适用条件、适用程序等规定过于原则。
1991年公布施行的《中华人民共和国未成年人保护法》第39条：“已满十四周岁的未成年人犯罪，因不满十六岁不予刑事处罚的，责令其家长或者其他监护人加以管教。必要时，也可以由政府收容教养。”
1993年4月26日，公安部《关于对不满十四岁的少年犯罪人员收容教养问题的通知》规定：未满十四岁的人犯有杀人、重伤、抢劫、放火、惯窃罪或者其他严重破坏社会秩序罪的，在必要的时候，可以收容教养。
收容教养的期限为1至3年。收容教养期内重新犯罪不予刑事处罚的，可就新的犯罪行为作出收容教养决定，与原收容教养期限合并执行，但最长不得超过4年。
2020年12月27日，第十三届全国人民代表大会常务委员会第二十四次会议通过的《中华人民共和国刑法修正案（十一）》和施行的修订后的《中华人民共和国预防未成年人犯罪法》，并分别于2021年3月1日和2021年6月1日施行。新通过的《刑法》修正案和修订后的《预防未成年人犯罪法》取消了收容教养制度，由专门矫正教育制度替代。